# Pelmatochromis nigrofasciatus
Pelmatochromis nigrofasciatus ist eine Fischart aus der Familie der Buntbarsche (Cichlidae), die im zentralafrikanischen Regenwaldgebiet weit verbreitet ist. In der Republik Kongo wurde sie unter anderem in den Flüssen Kouilou, Loeme und Ddjoungou nachgewiesen. Außerdem kommt sie im Einzugsgebiet des Ogooué in Gabun, im unteren Kongo und im Stromgebiet des mittleren Kongo zwischen Kinshasa und Yangambi vor. Dazu gehören die Stromgebiete von Dja, Ruki, Kasai, der Tumbasee, der Lomami und der Itimbiri.

## Merkmale
Pelmatochromis nigrofasciatus kann eine Standardlänge von 11,5 Zentimetern und eine Gesamtlänge von 15 Zentimeter erreichen. Sein Körper ist hoch und die Körperhöhe beträgt an der höchsten Stelle kurz hinter dem Ansatz der Rückenflosse 40 bis 47 Prozent der Standardlänge. Die Kopflänge liegt bei 34 bis 37 Prozent der Standardlänge. Die Schnauze, bei Fischen der Bereich zwischen vorderem Augenrand und Maulspitze, ist kurz, das Maul ist endständig und klein. Bei Exemplaren, die größer als 6 Zentimeter sind, sind die Zähne der äußeren Zahnreihe konisch, einspitzig und gleichmäßig verteilt, die Zähne der 2 bis 4 inneren Zahnreihen sind kleiner und ebenfalls einspitzig. Kleinere Exemplare haben sowohl einspitzige als auch zweispitzige Kieferzähne. Auf dem unteren Ast des ersten Kiemenbogens befinden sich 9 bis 14 lanzettförmige Kiemenrechen. Der Schwanzstiel ist kurz und hoch. Bei ausgewachsenen Männchen sind die weichstrahligen Teile von Rücken- und Afterflosse lang ausgezogen und ragen über die Schwanzflosse und die Spitzen der Bauchflossen ragen bis über die Stachelstrahlen der Afterflosse. Die Schwanzflosse ist an ihrer Basis stark beschuppt.
- Flossenformel: Dorsale XIV–XV/10–11, Anale III/8–10.

Die im Kongobecken vorkommenden Populationen von Pelmatochromis nigrofasciatus sind hell goldgelb mit einem metallischen Grün auf den Wangen und dem hinteren Flankenbereich. Bauch und Brust können rötlich sein. Der Kiemendeckel zeigt einen dunklen Fleck. Sechs dunkle Flecken erstrecken sich mittig längs der Körperseiten. Ein zweites Längsband kleinerer und weniger ausgeprägter Flecken befindet sich zwischen der Mittellinie der Körperseiten und der Rückenflossenbasis. Außerdem können die Fische schwach sichtbare senkrechte Streifen auf den Körperseiten zeigen. Am Kopf zeigt die Art drei Streifen, einer zwischen den Augen, einer von den Augen zu den Nasenöffnungen und ein dritter von den Augen zum Mundwinkel. Die unpaaren Flossen (Rücken-, After- und Schwanzflosse) zeigen Reihen dunkler Punkte, die im vorderen Bereich der Afterflosse auch tiefrot sein können. An der Basis des fünften und sechsten Stachelstrahls der Rückenflosse und der unmittelbar anschließenden Rückenregion liegt ein dunkler Fleck (Pelmatochromis-Fleck). Er ist bei Jungfischen und Weibchen deutlich ausgeprägt, bei großen Männchen weniger.
Über die Färbung der Populationen in Niederguinea liegt keine Beschreibung vor.

## Lebensweise
Über die Lebensweise von Pelmatochromis nigrofasciatus in freier Natur liegen keine Daten vor. Aus Nachzuchten in Aquarien weiß man, dass sie Offenbrüter sind, die ihre wenig pigmentierten Eier vor allem auf Steinen ablegen. Die sehr kleinen Jungfische schlüpfen nach drei Tagen und werden von den Eltern nach dem Schlupf zunächst in eine in den Boden gegrabene Grube oder auf Pflanzenblätter deponiert. Die Brut wird von beiden Eltern betreut und verteidigt.